# سباق الجائزة الكبرى للدراجات النارية موسم 1995
سباق الجائزة الكبرى للدراجات النارية موسم 1995 كان النسخة الـ 47 من بطولة العالم التي نظمها الاتحاد الدولي للدراجات النارية. تكون الموسم من 13 سباقا بدأ بجائزة أستراليا الكبرى للدراجات النارية في 26 مارس وانتهى بجائزة أوروبا الكبرى للدراجات النارية في 8 أكتوبر. كان ميك دوهان بطل الموسم لفئة 500 سي سي.

## النتائج
| الجولة | التاريخ   | السباق                                      | المكان                    | الفائز بفئة 125 | الفائز بفئة 250 | الفائز بفئة 500 | التقرير |
| ------ | --------- | ------------------------------------------- | ------------------------- | --------------- | --------------- | --------------- | ------- |
| 1      | 26 مارس   | جائزة أستراليا الكبرى للدراجات النارية      | إيسترن كريك رايسواي       | هاروتشيكا أوكي  | رالف والدمان    | ميك دوهان       | التقرير |
| 2      | 2 أبريل   | جائزة ماليزيا الكبرى للدراجات النارية       | حلبة شاه عالم             | غاري ماكوي      | ماكس بياجي      | ميك دوهان       | التقرير |
| 3      | 23 أبريل  | جائزة اليابان الكبرى للدراجات النارية       | حلبة سوزوكا               | هاروتشيكا أوكي  | رالف والدمان    | داريل بيتي      | التقرير |
| 4      | 7 مايو    | جائزة إسبانيا الكبرى للدراجات النارية       | حلبة خيريز                | هاروتشيكا أوكي  | تيتسويا هارادا  | ألبرتو بويغ     | التقرير |
| 5      | 21 مايو   | جائزة ألمانيا الكبرى للدراجات النارية       | حلبة نوربورغرينغ          | هاروتشيكا أوكي  | ماكس بياجي      | داريل بيتي      | التقرير |
| 6      | 11 يونيو  | جائزة إيطاليا الكبرى للدراجات النارية       | حلبة موجيلو               | هاروتشيكا أوكي  | ماكس بياجي      | ميك دوهان       | التقرير |
| 7      | 24 يونيو  | كأس هولندا السياحية                         | حلبة أسن تي تي            | ديرك روديس      | ماكس بياجي      | ميك دوهان       | التقرير |
| 8      | 9 يوليو   | جائزة فرنسا الكبرى للدراجات النارية         | حلبة دي لا سارث           | هاروتشيكا أوكي  | رالف والدمان    | ميك دوهان       | التقرير |
| 9      | 23 يوليو  | جائزة بريطانيا الكبرى للدراجات النارية      | دونينجتون بارك            | كازوتو ساكاتا   | ماكس بياجي      | ميك دوهان       | التقرير |
| 10     | 20 أغسطس  | جائزة التشيك الكبرى للدراجات النارية        | حلبة برنو                 | كازوتو ساكاتا   | ماكس بياجي      | لوكا كادالورا   | التقرير |
| 11     | 17 سبتمبر | جائزة ريو دي جانيرو الكبرى للدراجات النارية | حلبة نيلسون بيكيه الدولية | ماساكي توكودومي | دوريانو رومبوني | لوكا كادالورا   | التقرير |
| 12     | 24 سبتمبر | جائزة الأرجنتين الكبرى للدراجات النارية     | حلبة أوسكار جالفيز        | إميليو ألزامورا | ماكس بياجي      | ميك دوهان       | التقرير |
| 13     | 8 أكتوبر  | جائزة أوروبا الكبرى                         | حلبة دي كاتلونيا          | هاروتشيكا أوكي  | ماكس بياجي      | أليكس كريفيل    | التقرير |